# Exechopsis
Exechopsis là một chi nhện trong họ Linyphiidae.

## Các loài
Các loài trong chi này gồm:
- Exechopsis conspicua Millidge, 1991
- Exechopsis versicolor Millidge, 1991